# Чекмарёв, Альберт Анатольевич
Альберт Анатольевич Чекмарёв (род. 1 августа 1929 года) — советский и российский учёный, преподаватель.  Специалист в области инженерной и машинной графики. Доктор педагогических наук. Профессор.

## Биография
Окончил Московское высшее техническое училище имени Баумана.
Работал в МИЭМ с 1965 года, на кафедре ИиМГ — с 1972.
Читал курсы по инженерной графике. Специалист в области инженерной и машинной графики, взаимозаменяемости, стандартизации.
Доктор педагогических наук, тема диссертации — «Методические основы создания учебника и учебных пособий по начертательной геометрии и инженерной графике для вузов немашиностроительных специальностей» (1994 год).
Автор 168 научно-педагогических публикаций, в том числе «Стандартизация электронных приборов», «Справочник по машиностроительному черчению», учебники «Инженерная графика» 4 издание, «Начертательная геометрия и черчение» 2 издание.

## Семья
Супруга — Иванова Евгения Дмитриевна.
Сын — Иванов Владимир Сергеевич.

### Награды
- 1970 год — «За доблестный труд в ознаменование 100-летия В. И. Ленина»;
- 1984 год — «Ветеран труда»;
- «В память 850-летия Москвы»;
- «За заслуги в стандартизации».